# Suecia antiqua et hodierna

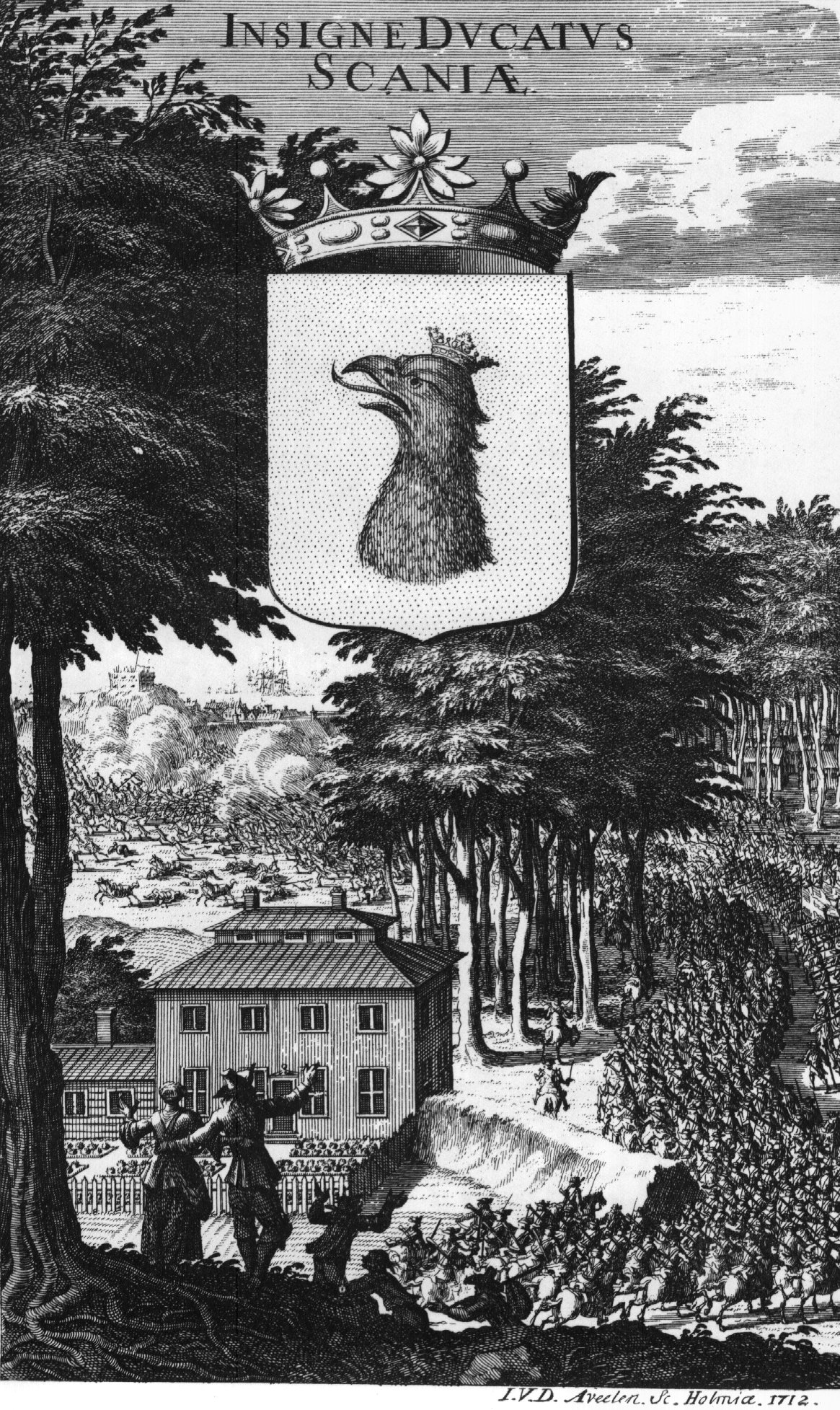
Eine Tafel aus dem Werk, mit dem Wappen von Schonen.

Suecia antiqua et hodierna (Latein für: „Das frühere und heutige Schweden“) ist ein Buch mit Abbildungen geografischer Objekte Schwedens aus der Großmachtzeit des Landes.
Das Werk enthält 342 gravierte Tafeln (Bd. 1 150, Bd. 2 76, Bd. 3 126 Blatt nach dem gedruckten Inhaltsverzeichnis. Die Tafeln selbst sind nicht nummeriert.) Es wurde vom Architekten Erik Dahlberg im königlichen Auftrag angefertigt. Dahlberg begann die Arbeit 1660 und reiste durch die verschiedenen Regionen des Landes, wo er Zeichnungen von Städten und historischen Gebäuden sowie verschiedene Landkarten anfertigte. Die Kupfergravuren stimmten nicht immer mit der Wirklichkeit überein, da Dahlberg geplante Veränderungen mitzeichnete, die teilweise gar nicht ausgeführt wurden. Außerdem setzte er oft Menschen im falschen Maßstab in die Zeichnungen. Dadurch wirken viele Gebäude größer und protziger als sie eigentlich waren.
Für die Gravuren verpflichtete Dahlberg das beste Fachpersonal aus Frankreich und Holland. Er reiste auch selbst nach Paris, um die Arbeiten zu überwachen. Aufgrund eines Krieges mit Dänemark wurden die Arbeiten am Prachtband um 1670 für etwa zehn Jahre unterbrochen. Als der Architekt 1703 starb, war der Band immer noch unvollendet. Erst 1720 begann man die ersten Ausgaben zu verkaufen, und etwa zehn Jahre später war die erste Auflage vergriffen.
Später gab es eine große Anzahl weiterer Auflagen, von denen die letzte 1924 erfolgte.